# G.B. Samuelson
George Berthold Samuelson (Southport, 6 luglio 1889 – Great Barr, 17 aprile 1947) è stato un regista, sceneggiatore e produttore cinematografico inglese.

## Biografia
Nato nel Lancashire, era il figlio più giovane di Henschel e Bertha Samuelson, tabaccai originari della Prussia. Frequentò la University School di Southport fino all'età di 14 anni. Nel 1891 sua madre rimase vedova e continuò l'attività. Svolse diversi lavori per alcuni anni fino a quando non prese in gestione un cinema a Southport. Nel 1910 si trasferì a Birmingham e fondò una società di distribuzione cinematografica, la Royal Film Society; i profitti gli permisero nel 1913 di fondare luna casa di produzione, la Samuelson Film Manufacturing Company (che produsse con Will Barker il film Sixty Years a Queen, che riscosse un certo successo; rinominata G.B. Samuelson Productions, fu attiva fino al 1933); nel 1925 fondò i Southall Studios, una delle prime società di produzione cinematografica del Regno Unito, attiva fino al 1958.
Fu padre di Sydney Samuelson (anche lui produttore oltre che direttore della fotografia) e nonno di Peter Samuelson, anch'egli produttore, e di Emma Samms, attrice e sceneggiatrice; suoi fratelli furono Lauri Wylie, attore, e Julian Wylie, produttore e agente teatrale.

## Filmografia

### Regia
- In Another Girl's Shoes (1917, codiretto con Alexander Butler)
- The Admirable Crichton (1918)
- The Way of an Eagle (1918)
- Convict 99 (1919)
- The Bridal Chair (1919)
- Her Story (1920)
- The Winning Goal (1920)
- The Game of Life (1922)
- I pagliacci (1923, co-diretto da S.W. Smith)
- Afterglow (1923, co-diretto da Walter Summers)
- She (1925, co-diretto da Leander De Cordova)
- Motherland (1927)
- Two Little Drummer Boys (1928)
- For Valour (1928)
- The Forger (1928)
- Over the Sticks (1929, co-diretto da A.E. Coleby)
- The Valley of Ghosts (1930)
- Souls in Pawn (1930)
- La canción del día (1930)
- Spanish Eyes (1930)
- Jealousy (1931)
- The Other Woman (1931)
- The Wickham Mystery (1931)
- Inquest (1931)
- Collision (1932)
- Threads (1932)
- The Call Box Mystery (1932)
- The Crucifix (1934)
- The Ace of Trouble (1934)
- A Touching Story (1934)
- Husbands Are So Jealous (1934)
- Jade (1934)
- Lipsky's Christmas Dinner (1934)
- The End of the Act (1934)
- The Greatest of These (1934)
- Off the Scent (1934)

### Sceneggiatura
- Sixty Years a Queen (1913, regia di Bert Haldane)
- Buttons  (1915, regia di George Pearson)
- Tinker, Tailor, Soldier, Sailor (1918, regia di Rex Wilson)
- God Bless Our Red, White and Blue (1918, regia di Rex Wilson)
- The Bridal Chair (1919, regia di G.B. Samuelson)
- Charity (1919, regia di Rex Wilson)
- Faith (1919)
- The Game of Life (1922)
- Should a Doctor Tell? (1923, regia di Alexander Butler e di P.J. Ramster)
- She (1925, regia di G.B. Samuelson e di Leander De Cordova)
- Every Mother's Son (1926, regia di Robert Cullen)
- Over the Sticks (1929, regia di G.B. Samuelson e di A.E. Coleby)
- Should a Doctor Tell? (1930, regia di Manning Haynes)
- Jealousy (1931, regia di G.B. Samuelson)
- The Other Woman (1931, regia di G.B. Samuelson)
- The Crucifix (1934, regia di G.B. Samuelson)